# Santuario della Madonna di Caravaggio (Rapallo)
Il santuario della Madonna di Caravaggio è un luogo di culto cattolico situato nella frazione di Santa Maria del Campo nel comune di Rapallo, nella città metropolitana di Genova. La chiesa è ubicata a 615 m s.l.m. sulla vetta del monte Orsena, detto anche Caravaggio dalla quale deriva l'intitolazione.
Il santuario è raggiungibile - oltre che dalla frazione rapallese - dalla chiesa millenaria di Ruta attraverso un tracciato sentiero tra i boschi e lungo la linea di crinale con la valle del torrente Recco e Uscio. Dal piazzale del santuario e lungo il percorso aperta e spaziosa è la vista panoramica sul golfo del Tigullio e levante spezzino, ad est, e sul Golfo Paradiso, Genova e costa savonese verso ovest.

## Storia

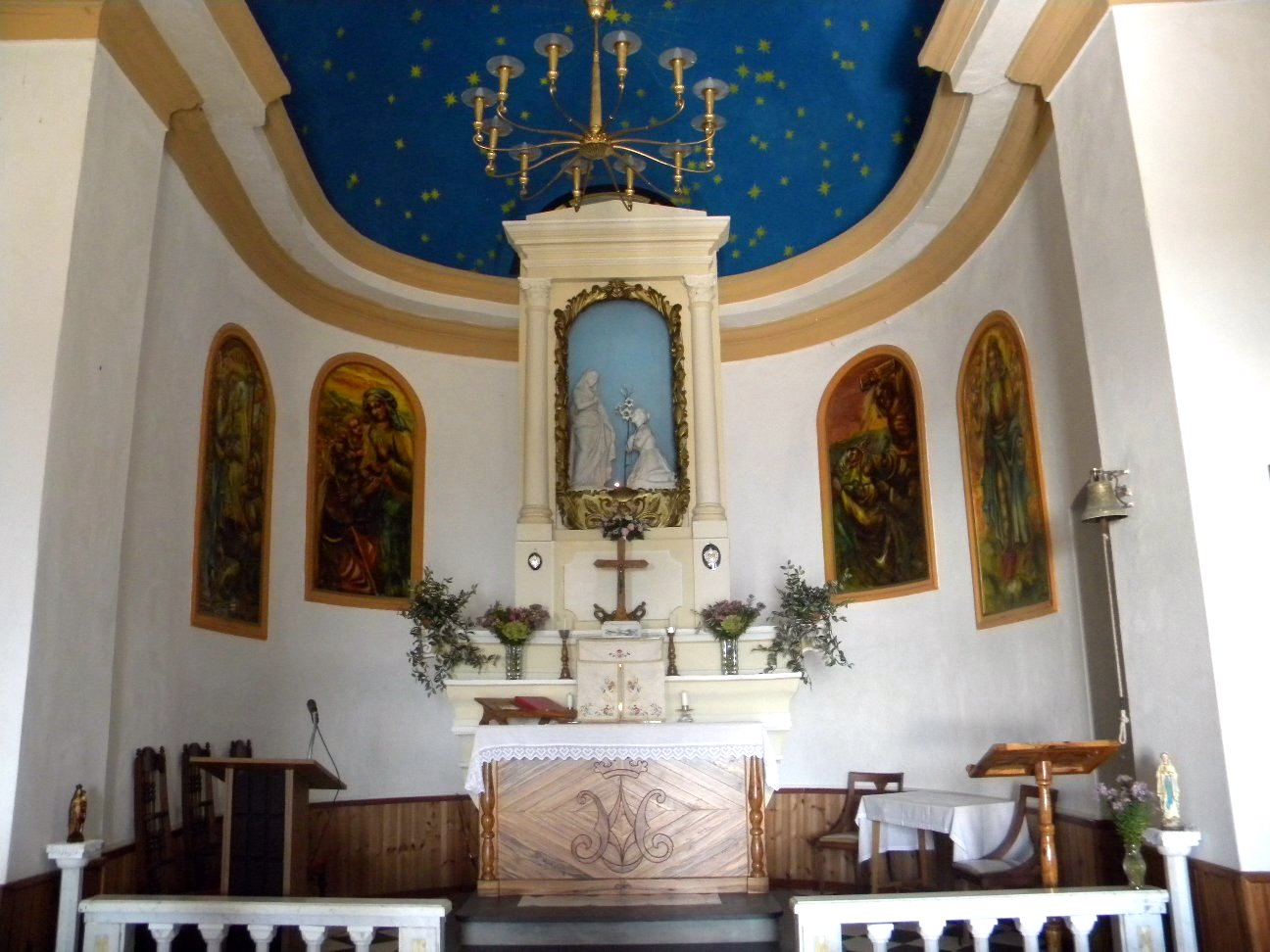
L'altare maggiore

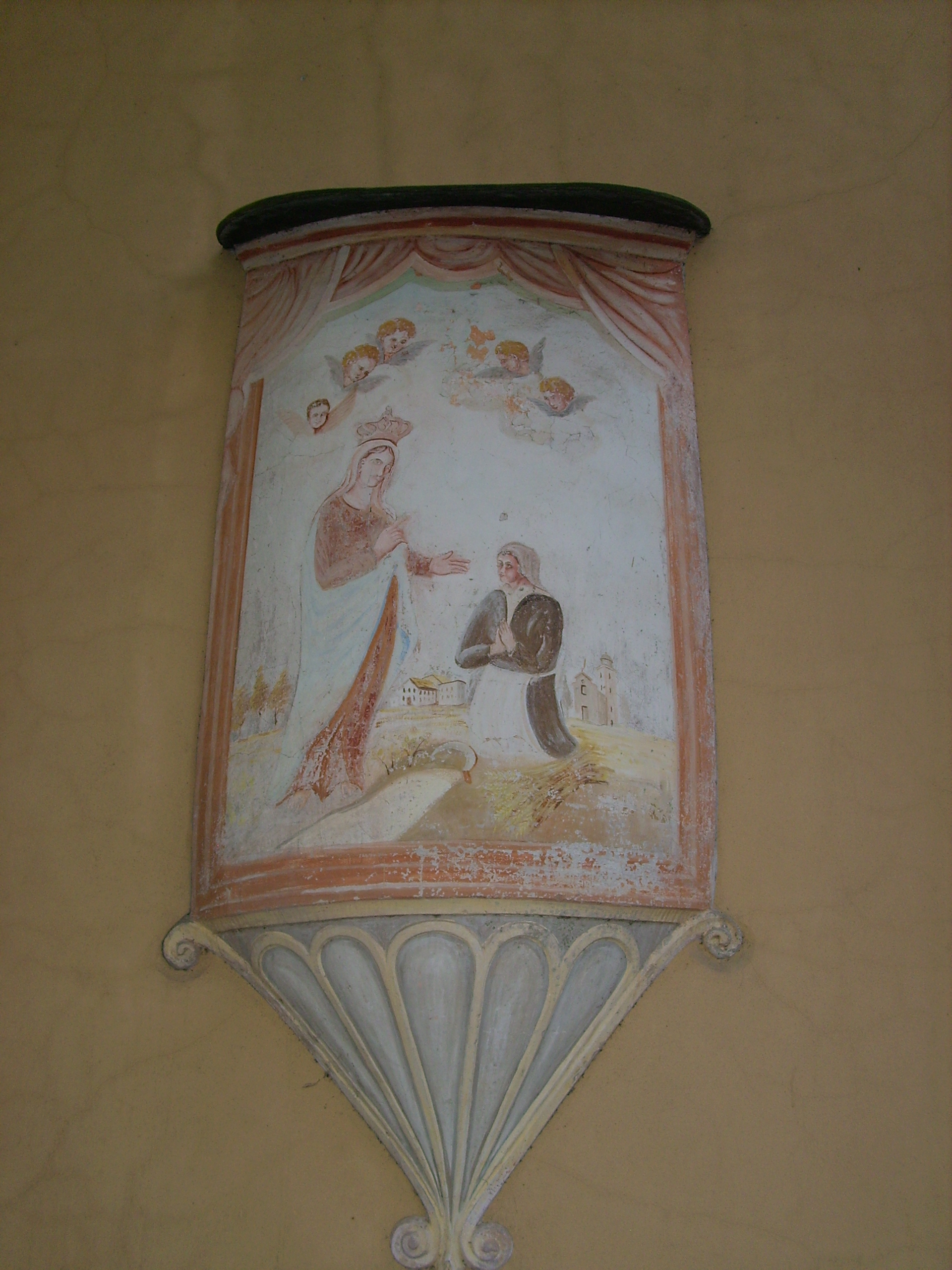
Affresco raffigurante l'apparizione della Madonna di Caravaggio presso la parrocchiale dell'Assunta di Santa Maria del Campo

Già nel 1645 sul luogo dove oggi sorge l'attuale santuario fu posta una croce, meta di un'annuale processione degli abitanti di Santa Maria del Campo; poco dopo si costruì la prima cappella dedicata alla Vergine Maria. All'interno di questa cappella fu posto, verso la fine del XVII secolo, un quadretto della Madonna donato dagli abitanti.
La devozione a poco a poco si diffuse tra la popolazione campese tanto che nel 1727 l'edificio fu ingrandito notevolmente anche grazie al contributo dei primi emigranti. Nello stesso tempo, però, sorsero contrasti religiosi con la popolazione di Rapallo e con le vicine comunità parrocchiali rapallesi di San Pietro di Novella, San Maurizio di Monti, San Martino di Noceto e con le parrocchie extraterritoriali di Canevale e Coreglia Ligure per motivi ricercabili, quasi certamente, nella più diffusa devozione del comprensorio verso Nostra Signora di Montallegro, patrona di Rapallo e del suo capitaneato. I parrocchiani frazionari riuscirono a convincere la curia rapallese a chiudere il santuario con decreto del 24 maggio 1742. L'edificio cadde così in uno stato di abbandono, con la successiva demolizione nel 1790 da parte dei soldati di Rapallo, Borzoli, Monleone e Cicagna su ordine del doge della Repubblica di Genova Alerame Maria Pallavicini.
Nel 1838 la parrocchia di Santa Maria del Campo, divenuta nel frattempo prevostura e non più soggetta alla chiesa matrice rapallese, deliberò la riedificazione di un nuovo edificio religioso presso la vetta del monte Orsena. Sopravvissuta ai bombardamenti aerei della seconda guerra mondiale fu invece devastata dai vandali nel 1956; nuovamente ristrutturata subì altri danni vandalici nel 1967. Una nuova rivisitazione nelle forme attuali fu attuata a partire dal 19 giugno 1983 con la conclusione dei lavori il 28 luglio 1985, giorno della riapertura al culto con solenne cerimonia religiosa da parte del vescovo di Chiavari monsignor Daniele Ferrari. Il 19 giugno del 1988 ricevette la visita del cardinale Giuseppe Siri, arcivescovo emerito di Genova, che giunse al santuario in elicottero atterrando nel piazzale sottostante.